# Solvallmosläktet
Solvallmosläktet (Dendromecon) är ett växtsläkte i familjen vallmoväxter med två  arter från Kalifornien och västra Mexiko.
De är städsegröna buskar med klar växtsaft. Blad strödda, läderartade och ovansidan har ett nätverk av uppöjda nerver, gulaktiga till gulgröna, helbräddade eller fint tandade.
Blommorna sitter ensamma, de är toppställda på korta stjälkar. Foderbladen är två , fria och faller var för sig. Kronbladen är gula, 4-6. Ståndarna är många med korta ståndarsträngar. Frukten är en cylindrisk kapsel.